# Long Blond Animal
"Long Blond Animal" is een nummer van de Nederlandse band Golden Earring. Het nummer verscheen op hun album Prisoner of the Night uit 1980. Op 12 september van dat jaar werd het nummer uitgebracht als de eerste single van het album. In 1993 werd tevens een liveversie van het album The Naked Truth uitgebracht als single.

## Achtergrond
"Long Blond Animal", net zoals de meeste Golden Earring-nummers geschreven door Barry Hay en George Kooymans, werd uitgebracht in een periode waarin de band minder populair leek te zijn dan in de eerste tien jaar van hun carrière. Van de laatste twee albums werd enkel "Weekend Love" een top 10-hit. Ook "Long Blond Animal" werd geen grote hit, het bleef steken op de negentiende plaats in de Nederlandse Top 40 en op de vijftiende plaats in de Nationale Hitparade. Wel werd het een kleine hit in Vlaanderen met een twintigste plaats in de Ultratop 50. Ter promotie van de single werd de titel van het album Prisoner of the Night in de Verenigde Staten omgedoopt tot Long Blond Animal.
Ondanks het geringe succes van de single werd "Long Blond Animal" een publieksfavoriet tijdens live-optredens van de band, met name door de brug van het nummer waarin Hay de kreet "ah, ah, ah, ahhh" herhaalt. Het nummer verscheen op diverse live-albums van de band, waaronder 2nd Live en Something Heavy Going Down. Het nummer maakte eveneens deel uit van het akoestische live-album The Naked Truth uit 1992. In de zomer van 1993 werd deze versie uitgebracht als de derde en laatste single van dit album en werd een kleine hit met een dertigste plaats in de Top 40 en een 23e positie in de Mega Top 50. In 1999 verscheen het ook op het live-album Last Blast of the Century.
In 2018 bracht Brouwerij Kees in samenwerking met Hay een bier op de markt, vernoemd naar "Long Blond Animal". Datzelfde jaar verscheen het nummer zelf voor het eerst in de Radio 2 Top 2000 op plaats 694.

## Hitnoteringen

### Studioversie

#### Nederlandse Top 40
| Hitnotering: 20-09-1980 t/m 01-11-1980 | Hitnotering: 20-09-1980 t/m 01-11-1980 | Hitnotering: 20-09-1980 t/m 01-11-1980 | Hitnotering: 20-09-1980 t/m 01-11-1980 | Hitnotering: 20-09-1980 t/m 01-11-1980 | Hitnotering: 20-09-1980 t/m 01-11-1980 | Hitnotering: 20-09-1980 t/m 01-11-1980 | Hitnotering: 20-09-1980 t/m 01-11-1980 | Hitnotering: 20-09-1980 t/m 01-11-1980 |
| Week                                   | 1                                      | 2                                      | 3                                      | 4                                      | 5                                      | 6                                      | 7                                      |                                        |
| -------------------------------------- | -------------------------------------- | -------------------------------------- | -------------------------------------- | -------------------------------------- | -------------------------------------- | -------------------------------------- | -------------------------------------- | -------------------------------------- |
| Nummer                                 | 35                                     | 28                                     | 24                                     | 20                                     | 19                                     | 22                                     | 38                                     | uit                                    |

#### Nationale Hitparade
| Hitnotering: 27-09-1980 t/m 15-11-1980 | Hitnotering: 27-09-1980 t/m 15-11-1980 | Hitnotering: 27-09-1980 t/m 15-11-1980 | Hitnotering: 27-09-1980 t/m 15-11-1980 | Hitnotering: 27-09-1980 t/m 15-11-1980 | Hitnotering: 27-09-1980 t/m 15-11-1980 | Hitnotering: 27-09-1980 t/m 15-11-1980 | Hitnotering: 27-09-1980 t/m 15-11-1980 | Hitnotering: 27-09-1980 t/m 15-11-1980 | Hitnotering: 27-09-1980 t/m 15-11-1980 |
| Week                                   | 1                                      | 2                                      | 3                                      | 4                                      | 5                                      | 6                                      | 7                                      | 8                                      |                                        |
| -------------------------------------- | -------------------------------------- | -------------------------------------- | -------------------------------------- | -------------------------------------- | -------------------------------------- | -------------------------------------- | -------------------------------------- | -------------------------------------- | -------------------------------------- |
| Positie                                | 18                                     | 15                                     | 18                                     | 21                                     | 21                                     | 26                                     | 32                                     | 37                                     | uit                                    |

#### NPO Radio 2 Top 2000
| Nummer met noteringen in de NPO Radio 2 Top 2000 | '18 | '19 | '20 | '21 | '22 | '23 | '24 |
| ------------------------------------------------ | --- | --- | --- | --- | --- | --- | --- |
| Long Blond Animal                                | 694 | 571 | 533 | 313 | 464 | 518 | 480 |

1. ↑  Een vetgedrukt getal geeft de hoogste notering aan.
2. ↑  2018 was het eerste jaar met een notering voor dit nummer.

### Liveversie

#### Nederlandse Top 40
| Hitnotering: 10-07-1993 t/m 31-07-1993 | Hitnotering: 10-07-1993 t/m 31-07-1993 | Hitnotering: 10-07-1993 t/m 31-07-1993 | Hitnotering: 10-07-1993 t/m 31-07-1993 | Hitnotering: 10-07-1993 t/m 31-07-1993 | Hitnotering: 10-07-1993 t/m 31-07-1993 |
| Week                                   | 1                                      | 2                                      | 3                                      | 4                                      |                                        |
| -------------------------------------- | -------------------------------------- | -------------------------------------- | -------------------------------------- | -------------------------------------- | -------------------------------------- |
| Nummer                                 | 37                                     | 31                                     | 30                                     | 39                                     | uit                                    |

#### Mega Top 50
| Hitnotering: 26-06-1993 t/m 21-08-1993 | Hitnotering: 26-06-1993 t/m 21-08-1993 | Hitnotering: 26-06-1993 t/m 21-08-1993 | Hitnotering: 26-06-1993 t/m 21-08-1993 | Hitnotering: 26-06-1993 t/m 21-08-1993 | Hitnotering: 26-06-1993 t/m 21-08-1993 | Hitnotering: 26-06-1993 t/m 21-08-1993 | Hitnotering: 26-06-1993 t/m 21-08-1993 | Hitnotering: 26-06-1993 t/m 21-08-1993 | Hitnotering: 26-06-1993 t/m 21-08-1993 | Hitnotering: 26-06-1993 t/m 21-08-1993 |
| Week                                   | 1                                      | 2                                      | 3                                      | 4                                      | 5                                      | 6                                      | 7                                      | 8                                      | 9                                      |                                        |
| -------------------------------------- | -------------------------------------- | -------------------------------------- | -------------------------------------- | -------------------------------------- | -------------------------------------- | -------------------------------------- | -------------------------------------- | -------------------------------------- | -------------------------------------- | -------------------------------------- |
| Positie                                | 44                                     | 38                                     | 29                                     | 24                                     | 24                                     | 23                                     | 23                                     | 23                                     | 33                                     | uit                                    |

Discografie